# Großsteingräber bei Karow (Plau am See)
Die Großsteingräber bei Karow waren zwei megalithische Grabanlagen der jungsteinzeitlichen Trichterbecherkultur bei Karow, einem Ortsteil von Plau am See im Landkreis Ludwigslust-Parchim (Mecklenburg-Vorpommern). Sie wurden im 19. Jahrhundert zerstört.

## Lage
Die Gräber lagen im Wald westlich oder nordwestlich von Karow an der Grenze zu Neu Damerow. In der Nähe lagen die Großsteingräber bei Damerow.

## Beschreibung
Über Ausrichtung, Maße und Grabtyp liegen keine näheren Informationen vor. Georg Christian Friedrich Lisch erwähnte zwei große Hünenbetten, machte aber keine Angaben zu den Grabkammern.